# Copa de Competencia Jockey Club
La Copa de Competencia Jockey Club è stata una competizione calcistica disputata in Argentina tra il 1907 e il 1933.

## Storia
La Copa de Competencia Jockey Club fu disputata la prima volta nel 1906 e il vincitore si qualificava per la finale della Tie Cup, competizione in palio tra squadre di club dell'Argentina e Uruguay.

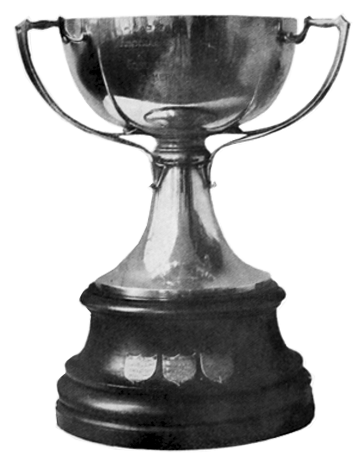
Il trofeo dato al vincitore.

Le squadre affiliate alla Liga Argentina de Football e alla Federación Rosarina de Fútbol potevano partecipare a questa competizione. Dall'edizione del 1925, solo i club di Buenos Aires, sia professionisti che dilettanti, potevano partecipare.
Dopo l'edizione finale del 1919 della Tie Cup, la Copa de Competencia Jockey fu giocata ancora 4 volte nel 1921, 1925, 1931 e 1936. In totale furono quindi giocate 17 edizioni del torneo.

## Albo d'oro
- 1907: Alumni
- 1908: Alumni
- 1909: Alumni
- 1910: Estudiantes (BA)
- 1911: San Isidro
- 1912: San Isidro
- 1913: San Isidro
- 1914: River Plate
- 1915: Porteño
- 1916: Rosario Central
- 1917: Independiente
- 1918: Porteño
- 1919: Boca Juniors
- 1921: Sportivo Barracas
- 1925: Boca Juniors
- 1931: Sportivo Balcarce
- 1933: Nueva Chicago

## Vittorie per club
3: Alumni, San Isidro
2: Porteño, Boca Juniors
1: Estudiantes (BA), River Plate, Rosario Central, Independiente, Sportivo Barracas, Sportivo Balcarce, Nueva Chicago